# Société de la Croix noire
La Société de la Croix noire (arménien : Սեւ խաչ կազմակերպութիւն, Sev Khatch gazmaguerboutioun ; en anglais : Black Cross Society) est une organisation secrète armée et révolutionnaire arménienne fondée en 1878 dans la province de Van, dans l'Empire ottoman.

## Historique

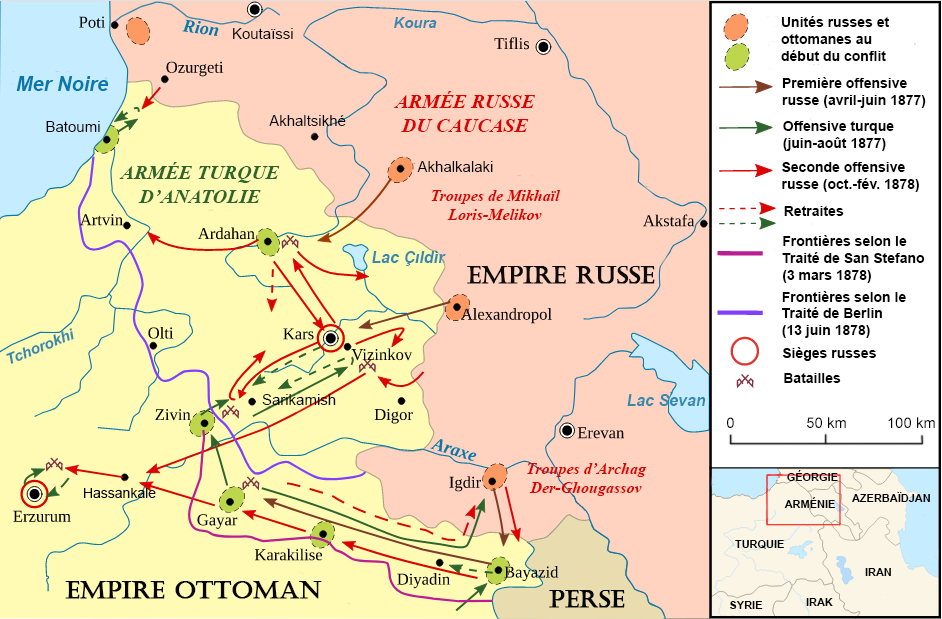
Le front du Caucase lors de la guerre russo-turque de 1877-1878.

En 1877-1878, la guerre russo-turque frappe durement les populations civiles de l'est de l'Empire ottoman. C'est dans ce contexte que naît la Société de la Croix noire à Van en 1878. Cette petite société secrète composée de jeunes arméniens a pour objectif de protéger par les armes les civils arméniens des exactions et du racket infligés par les Turcs et les Kurdes. Chaque membre est tenu au secret et celui qui rompt son serment est marqué d'une croix noire et mis à mort par ses camarades,.
La Société continue d'exister jusqu'au milieu des années 1880, période pendant laquelle elle entretient des liens avec une autre organisation révolutionnaire arménienne que sont les Protecteurs de la Patrie d'Erzurum. Ensuite, une partie de ses membres participent à la fondation du parti Arménagan en 1885.